# Terzo trattato della Barriera
Il terzo trattato della Barriera (anche noto come trattato di Anversa), venne sottoscritto il 15 novembre 1715.  Esso implementava il trattato di Rastatt.
L'imperatore Carlo VI, divenuto signore dei Paesi Bassi cattolici, riconosceva alle Province Unite il diritto di guarnigione nelle piazze di Veurne, Ypres, Menen, Tournai, Namur, oltre al forte di Knokke. Nonché un diritto di guarnigione congiunta con gli Imperiali nelle piazze di Daremonda e Ruremonda. A fronte di tale ultimo diritto, gli Imperiali dovevano sostenere un tributo annuo pari a 500'000 talleri.
Per giunta, con l'art. XXVI, l'imperatore accettava che le Province Unite continuassero l'ormai più che cinquantennale blocco della navigazione della Schelda, la principale via di commercio dei Paesi Bassi cattolici, che serviva i porti di Gand e, soprattutto, Anversa, decretandone, in pratica, la continuata inattività. Tale disposizione rappresentava l'implementazione di un onere già confermato dal Re di Spagna con l'art.X del trattato del 26 giugno 1714 (nell'ambito della pace di Utrecht), che rinnovava quanto già disposto con la pace di Vestfalia del 1648.
Tale trattato venne in parte emendato tramite una convenzione, conclusa il 22 dicembre 1718, fra l'imperatore, la Gran Bretagna e gli Stati Generali dell'Aia, che modificò alcuni articoli, specie il 17°, relativo al regime delle inondazioni.
Nel corso della guerra di successione austriaca (1740-48) tali piazzeforti vennero occupate dai francesi.
Nel 1781 il trattato venne unilateralmente denunciato dall'imperatore Giuseppe II.  Nel 1782 le Province Unite dovettero evacuare tali piazze.  Ma non rinunciarono formalmente ai propri diritti prima del trattato di Fontainebleau del 1785, seguito ad una quasi-guerra fra le due potenze, nota come guerra della marmitta.  In quella occasione, e per l'ultima volta, essi poterono ottenere di conservare il blocco della Schelda.